# 华伦斯坦 (席勒)
《华伦斯坦》（德語：Wallenstein）是德国启蒙文学代表席勒的一部著名历史剧，包括《华伦斯坦的阵营》、《皮柯乐米尼父子》、《华伦斯坦之死》三部曲，描写了三十年战争期间神圣罗马帝国军队总司令华伦斯坦的历史故事。